# 만수대 아파트
만수대 아파트(영어: Mansudae Apartments)는 조선민주주의인민공화국 평양시 중구역 창광동 창전거리 만수대지구에 위치한 아파트이다. 지상 45층, 155m로 구성되며 2012년 4월 15일에 골조공사가 끝났다. 공사기간이 1년 7개월이나 걸렸다.

## 역사
2011년에 착공하여 아파트가 많이 올라가고 2012년 4월 15일 김일성 100회 생일을 앞두고 87일 만에 골조공사가 끝났고 완공하였다.

## 구성 및 높이
아파트는 최고 45층과 14개동으로 구성되며 편의시설과 주변에 공원 등이 있다.
| 동 명칭 | 층수 | 높이 |
| ------- | ---- | ---- |
| 1동     | 45층 | 155m |
| 2동     | 45층 | 155m |
| 3동     | 40층 | 137m |
| 4동     | 30층 | 103m |
| 5동     | 30층 | 103m |
| 6동     | 32층 | 110m |
| 7동     | 32층 | 110m |

## 특징
건축구조가 70년대와 비슷하며 21세기에 지어진 아파트 단지다.

## 갤러리

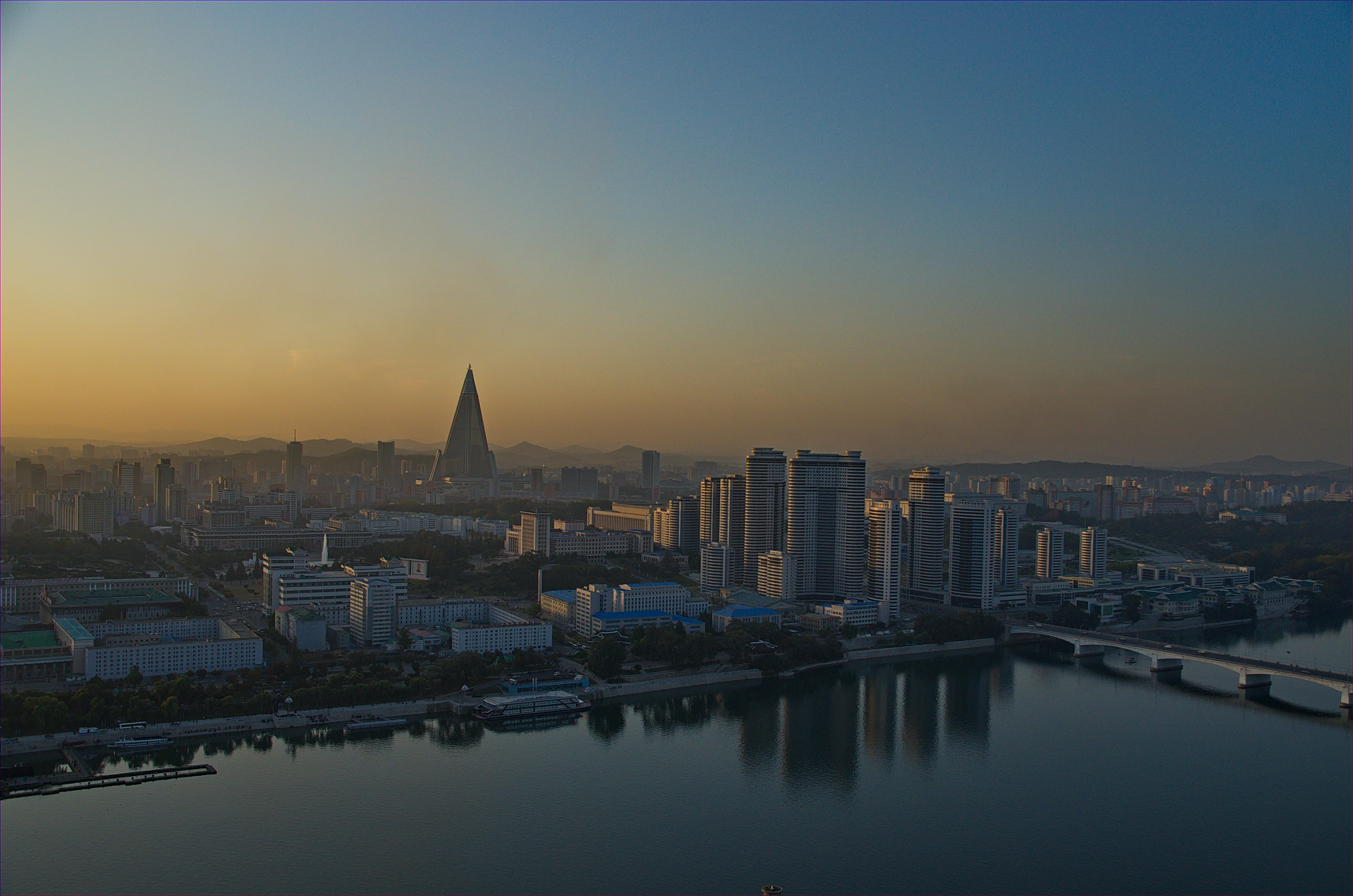
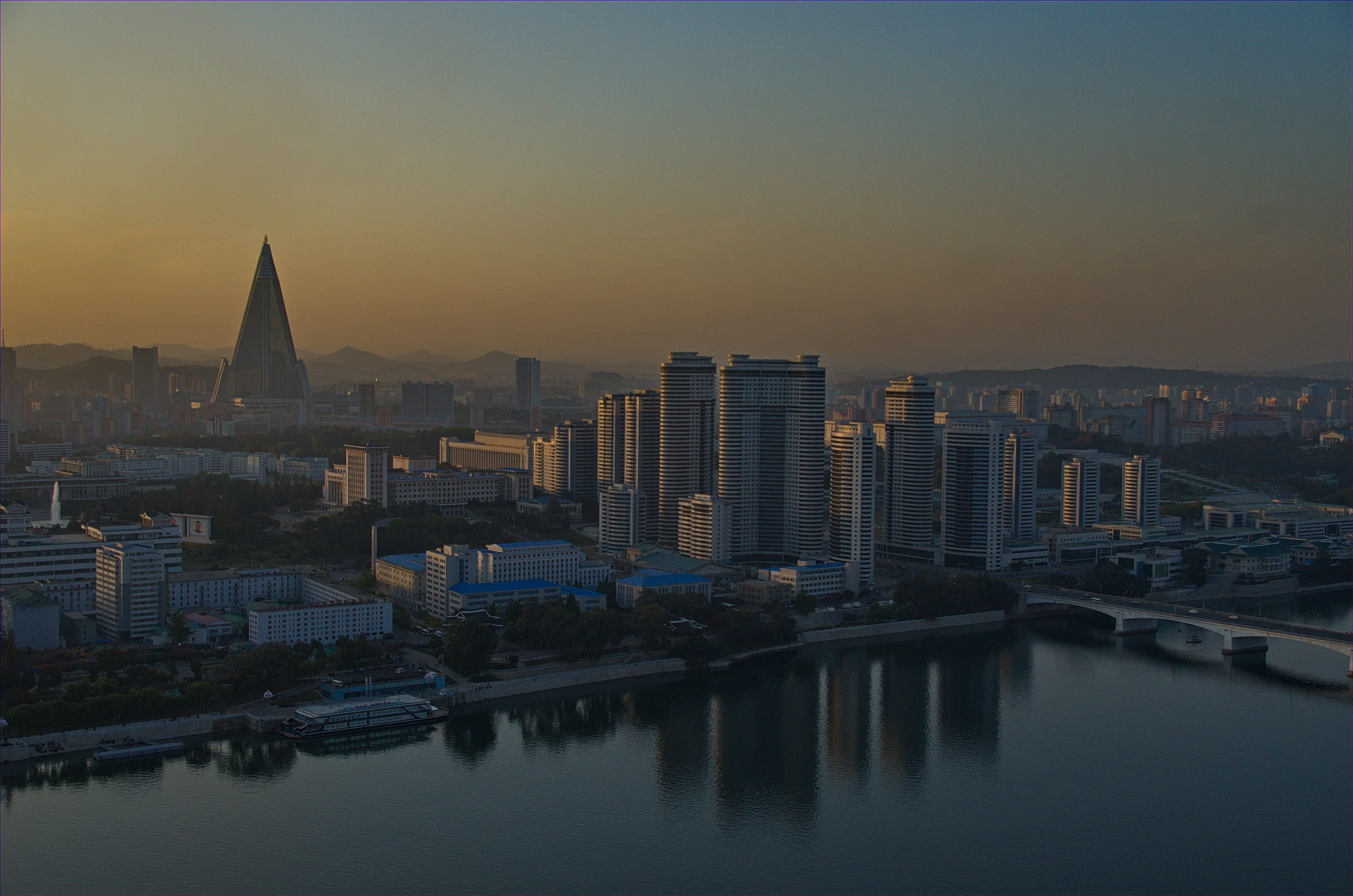
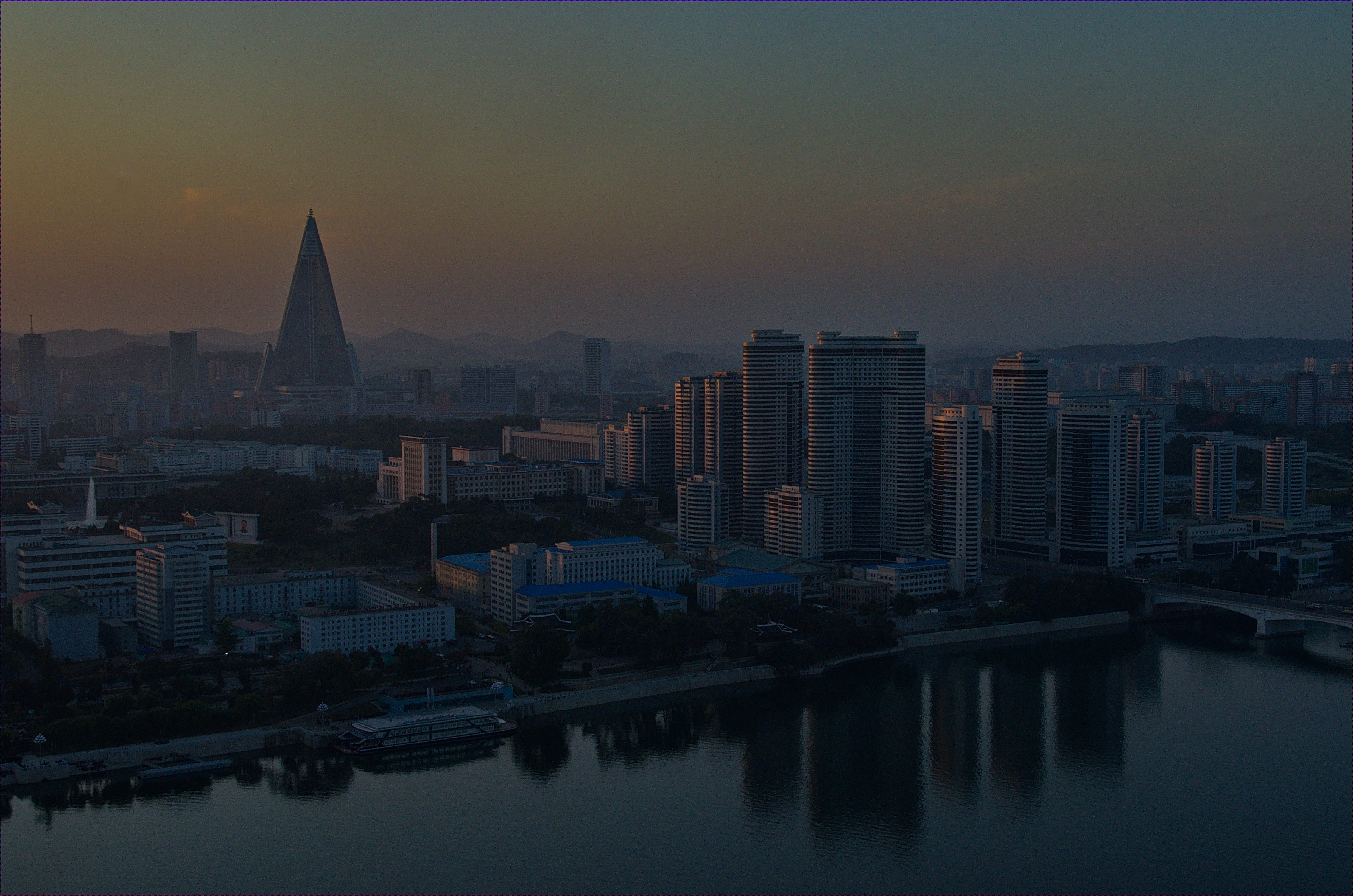
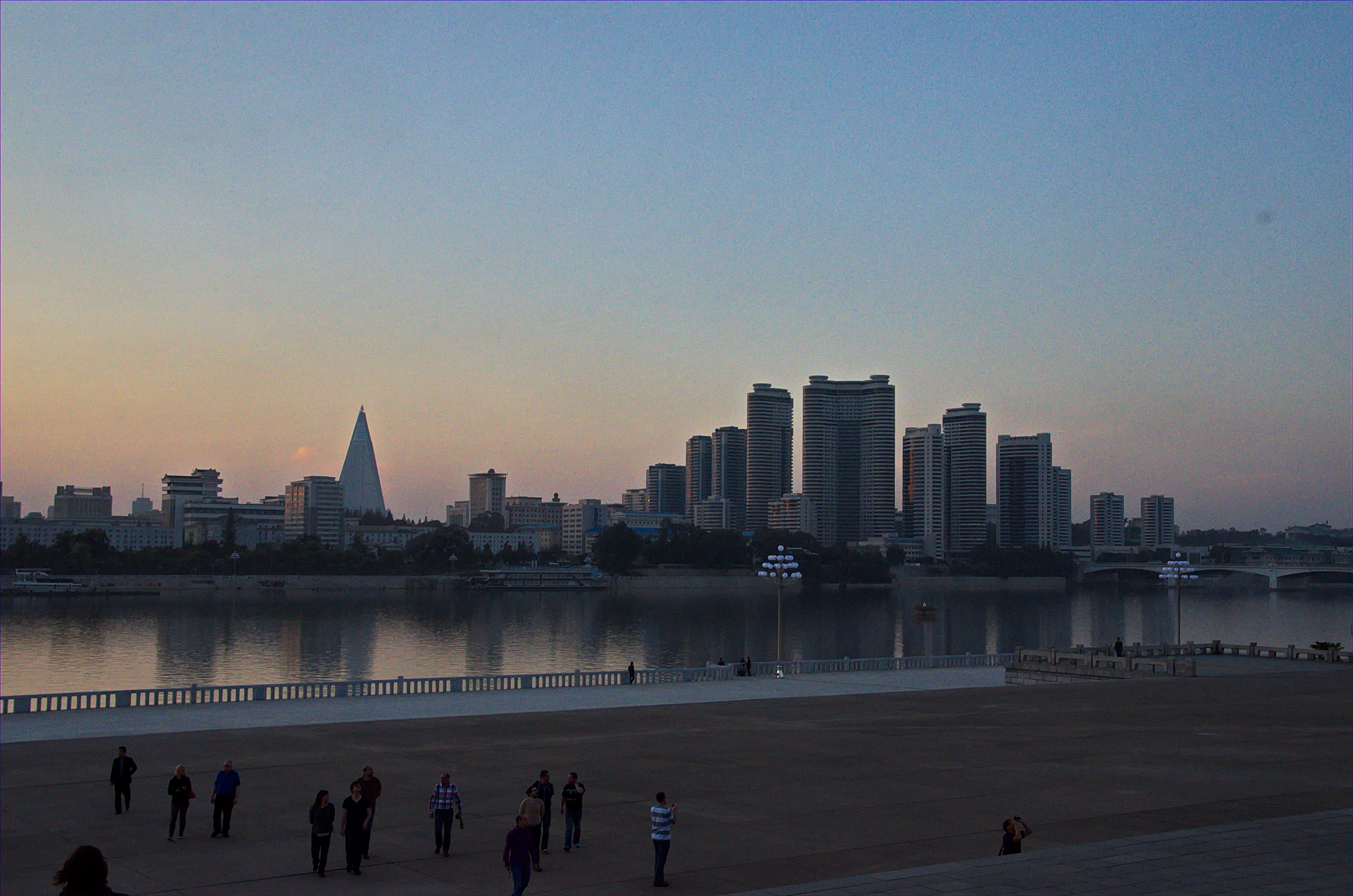
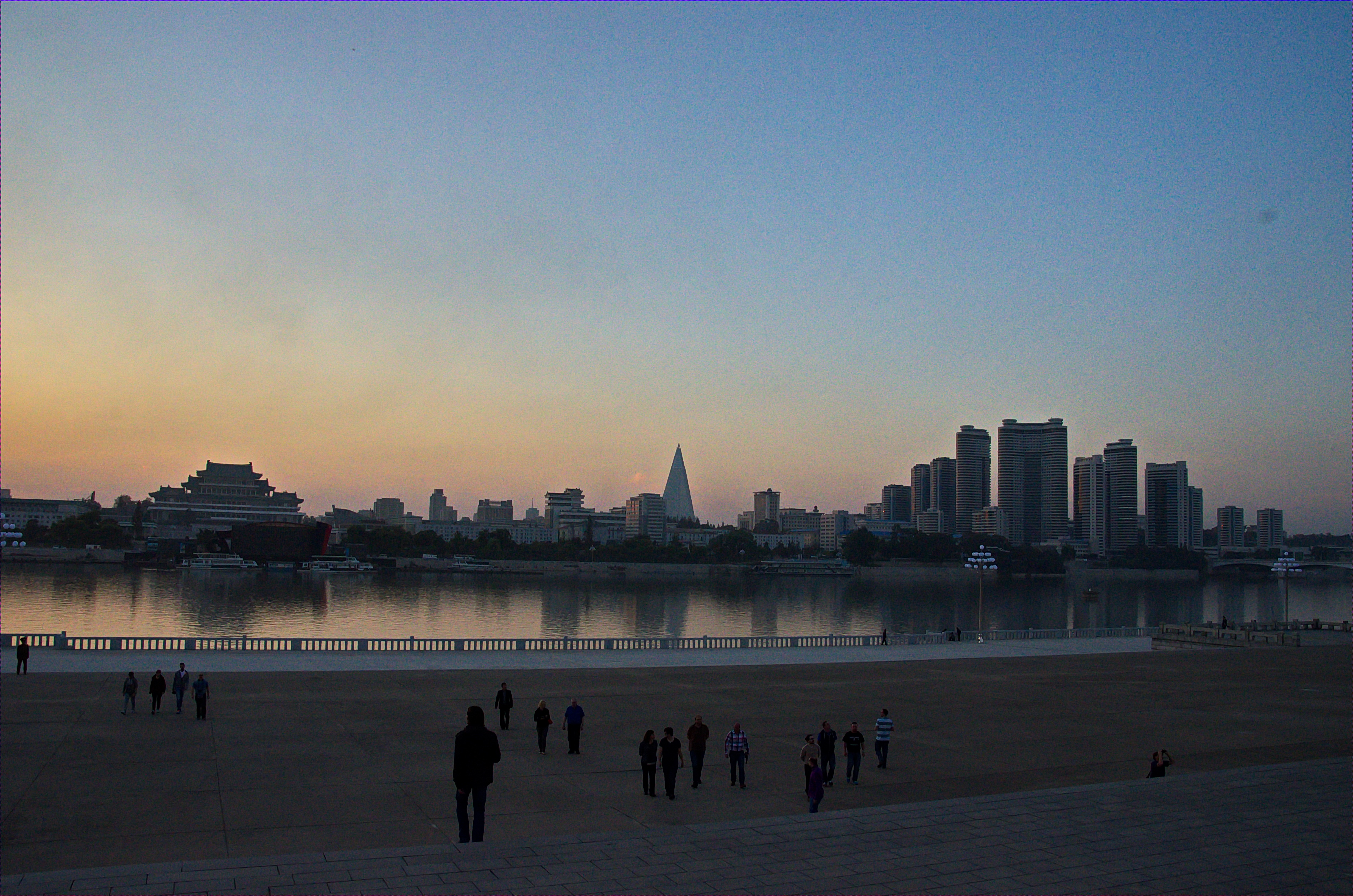
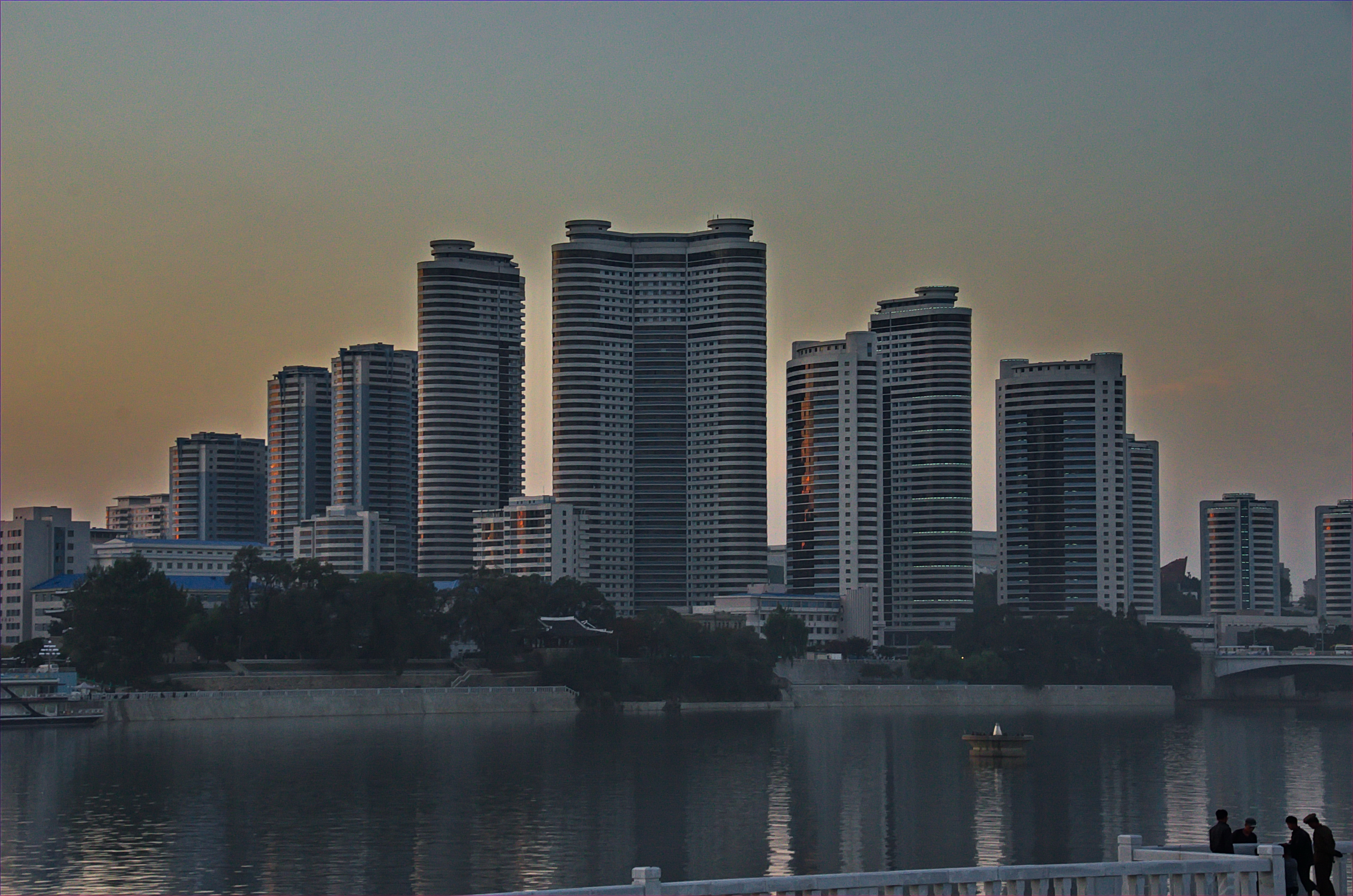
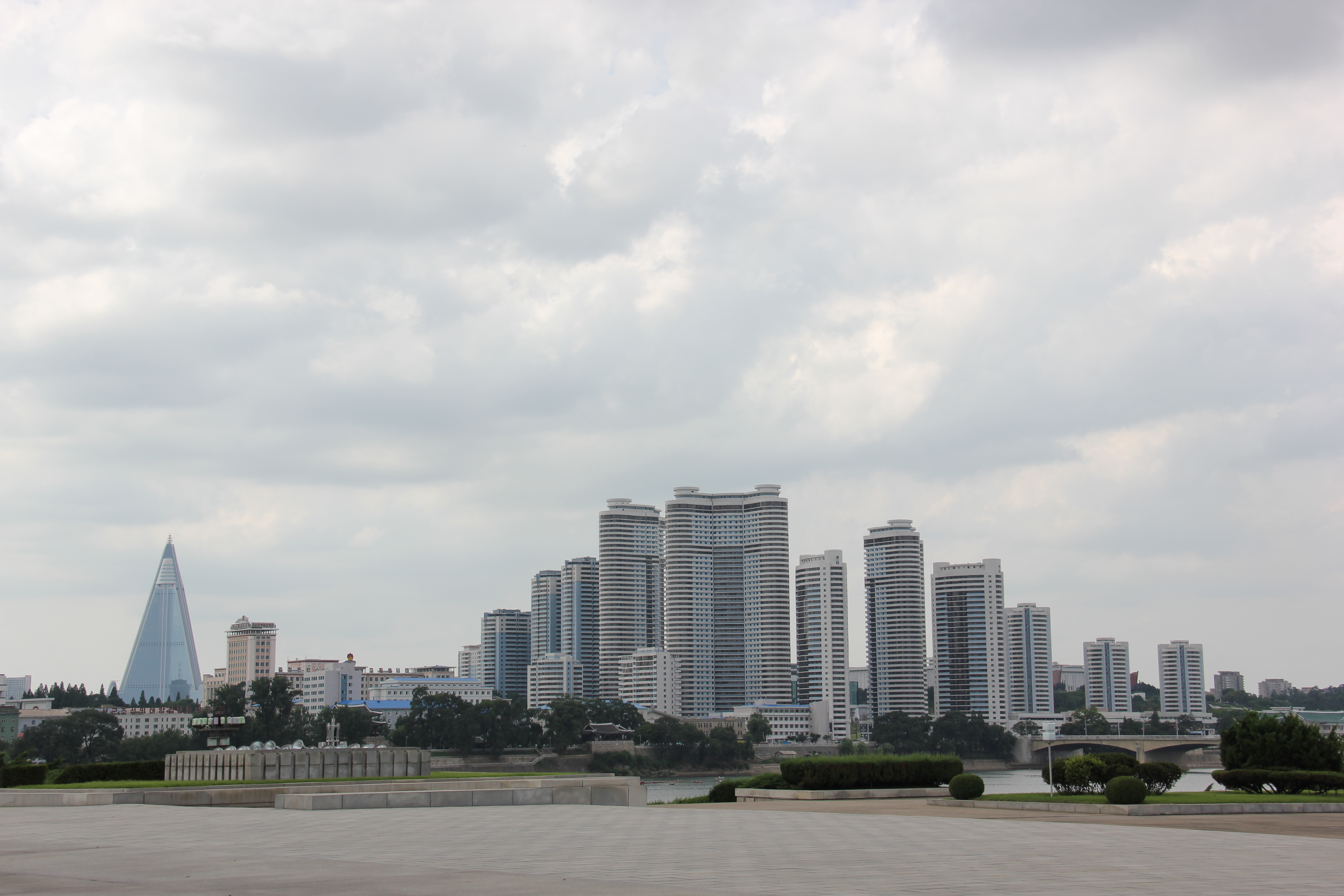
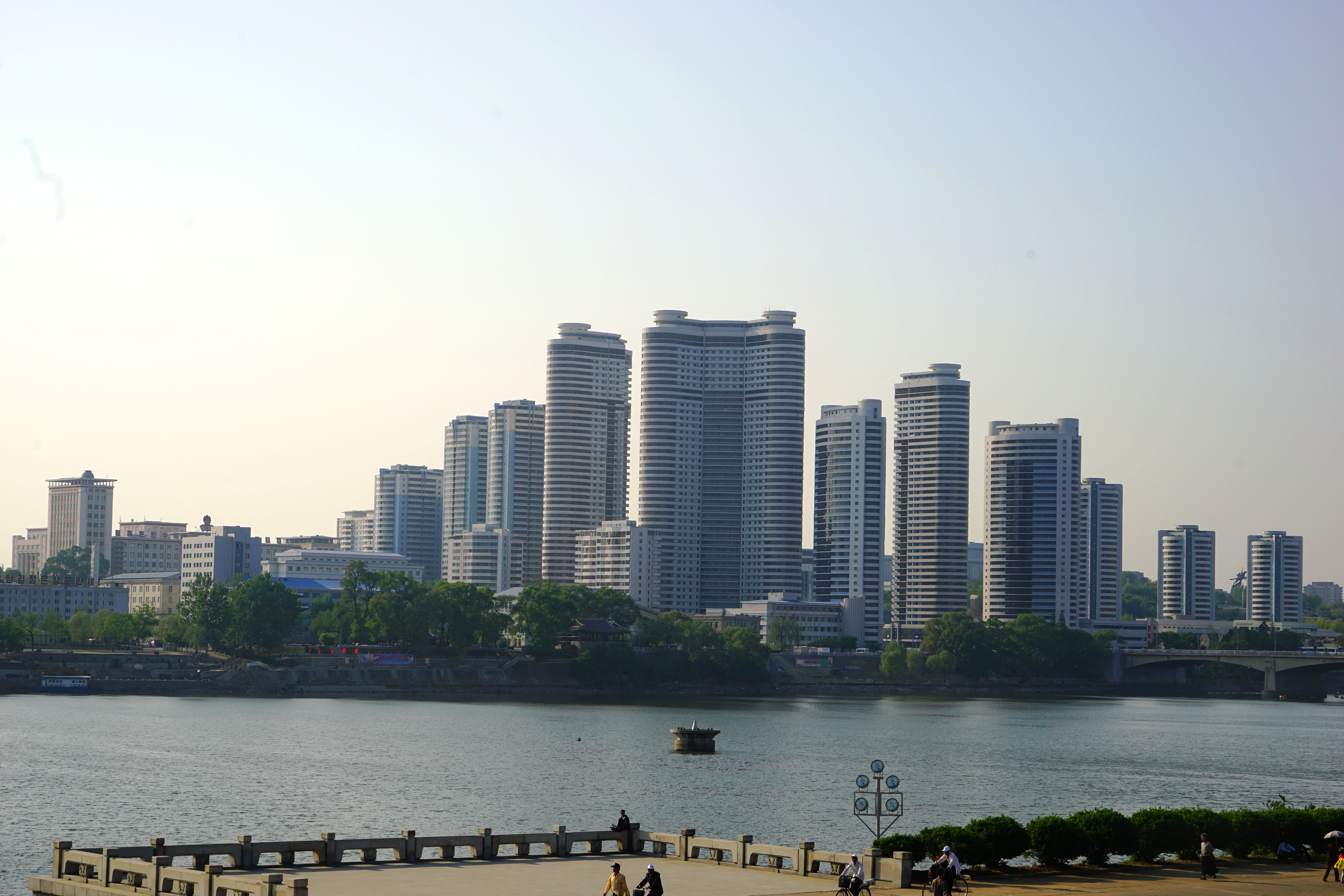
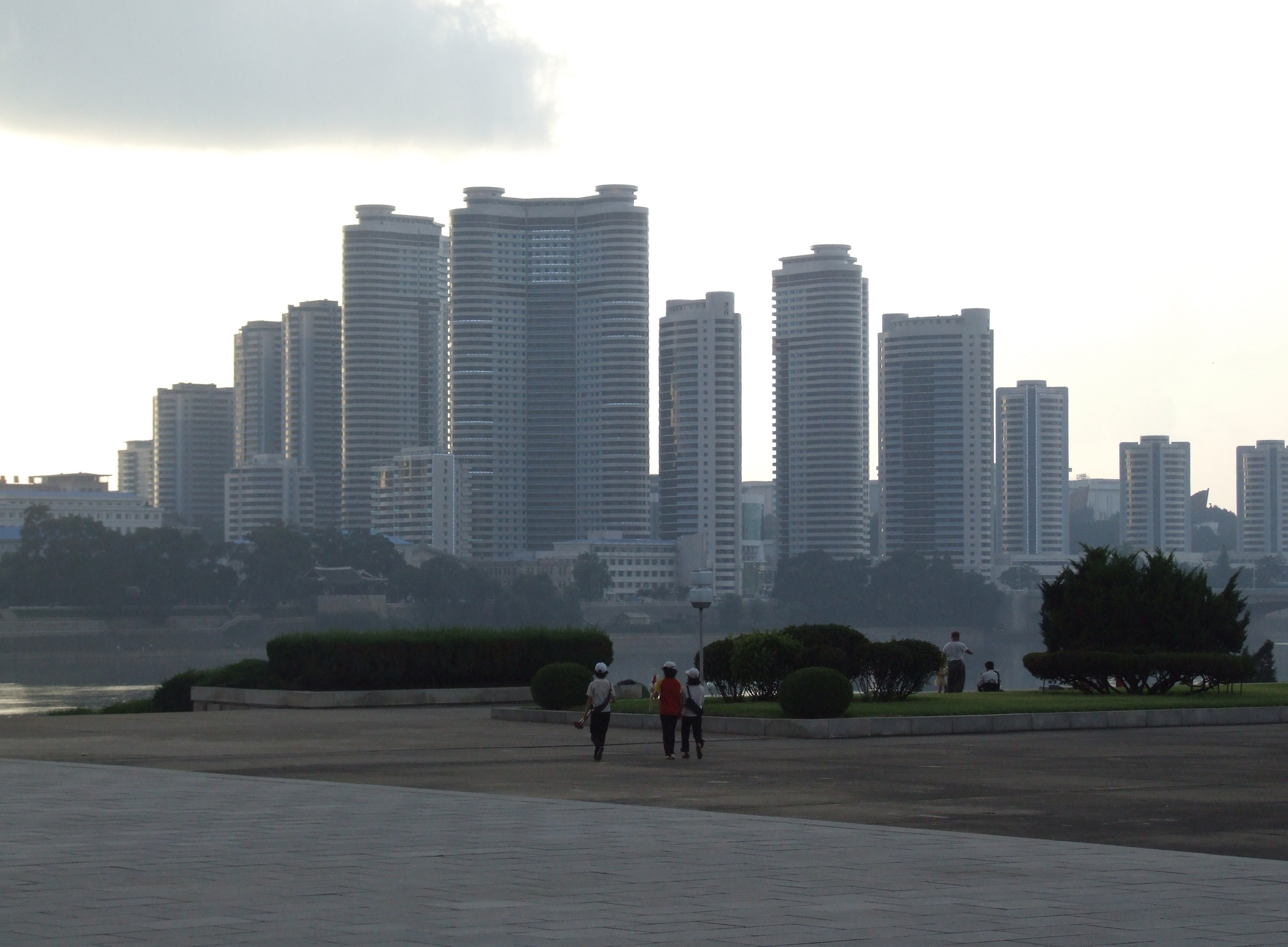
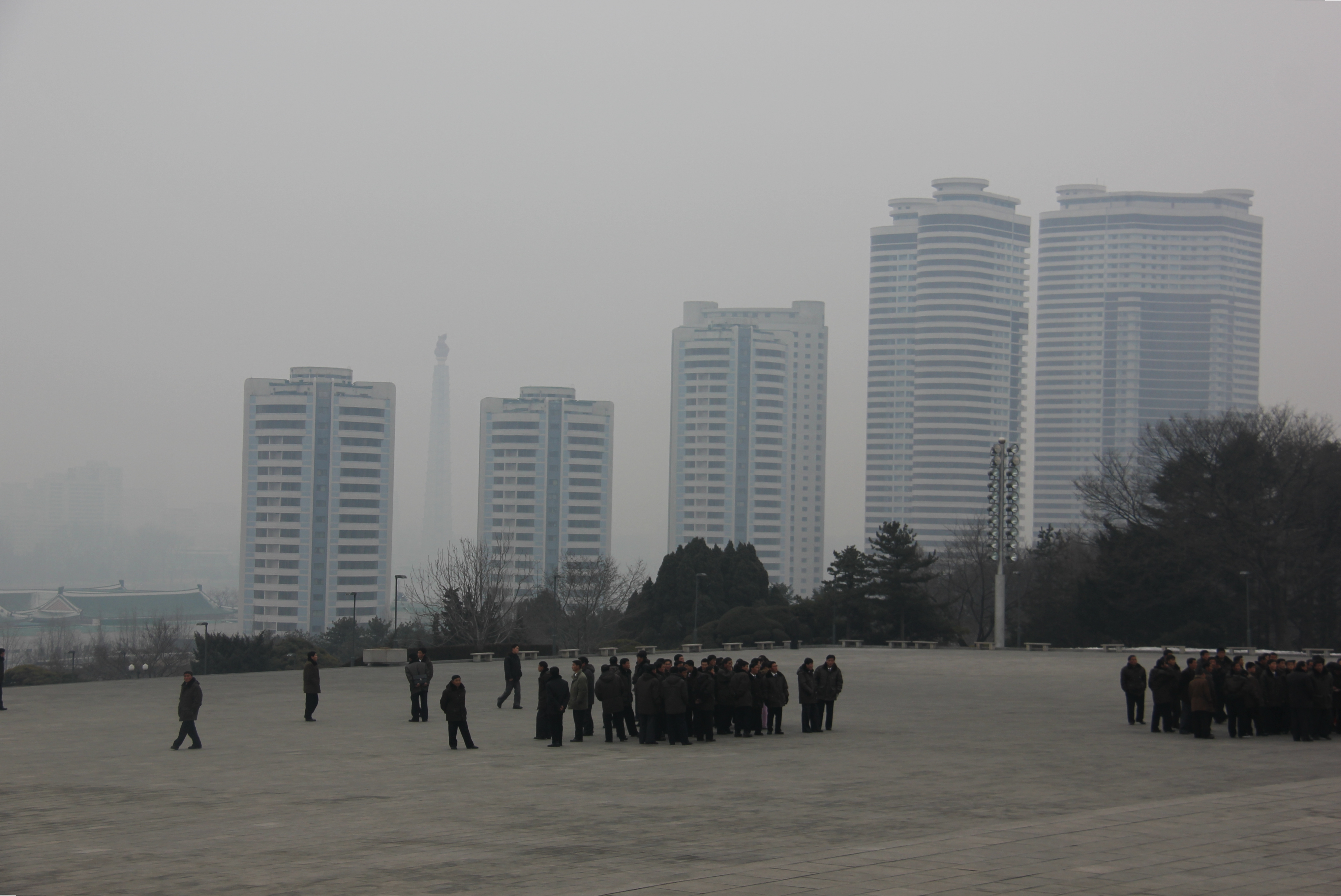
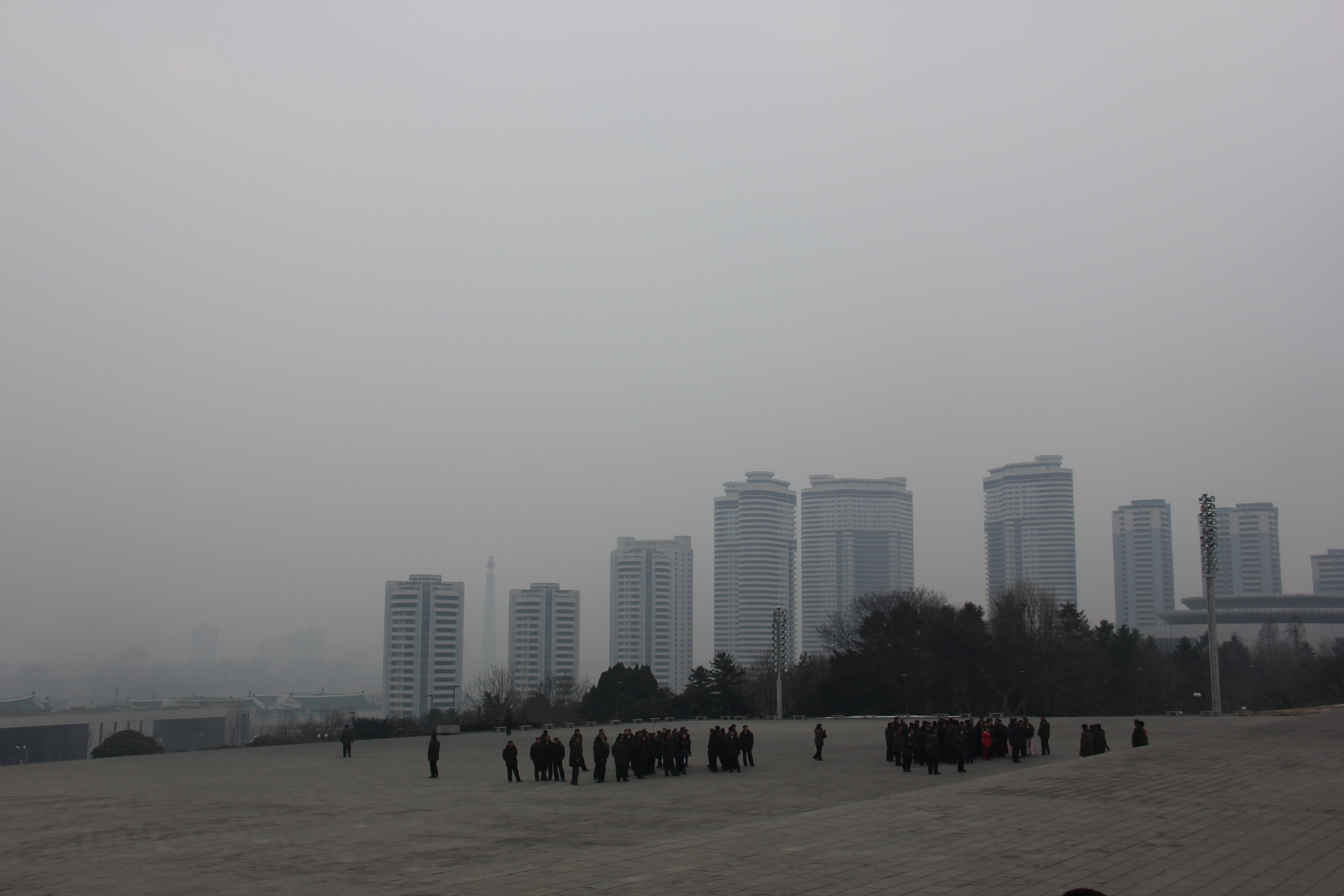
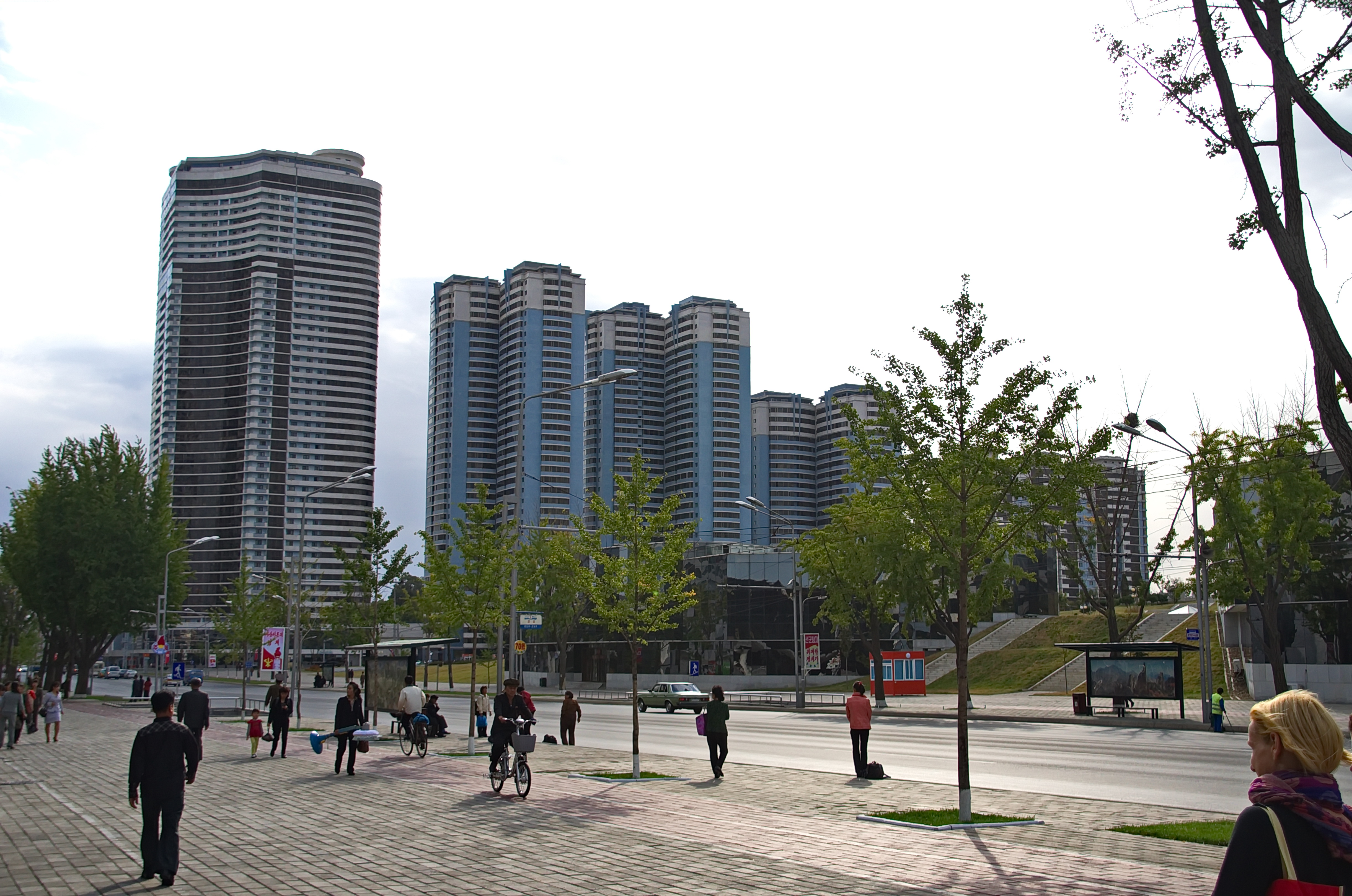
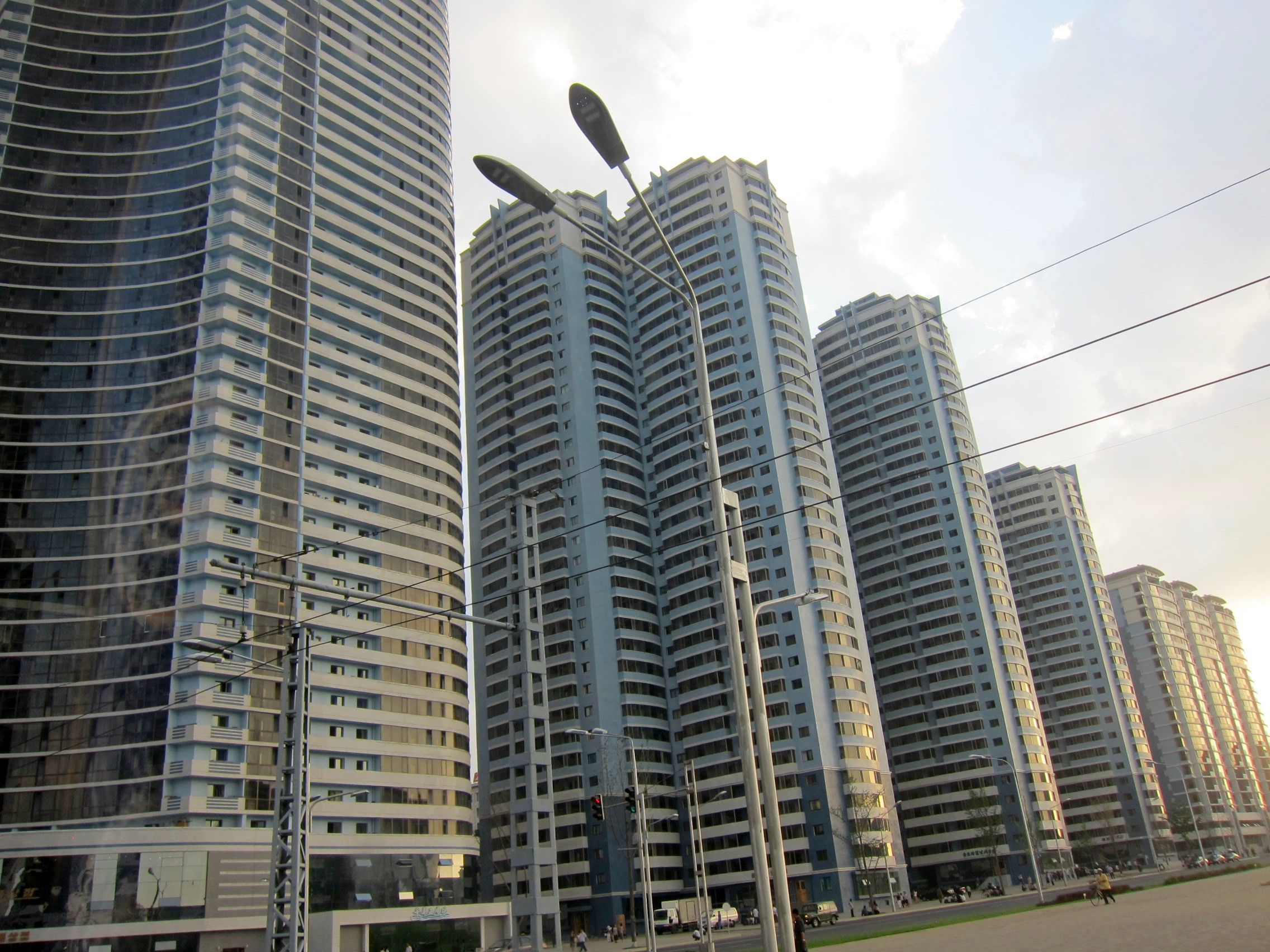
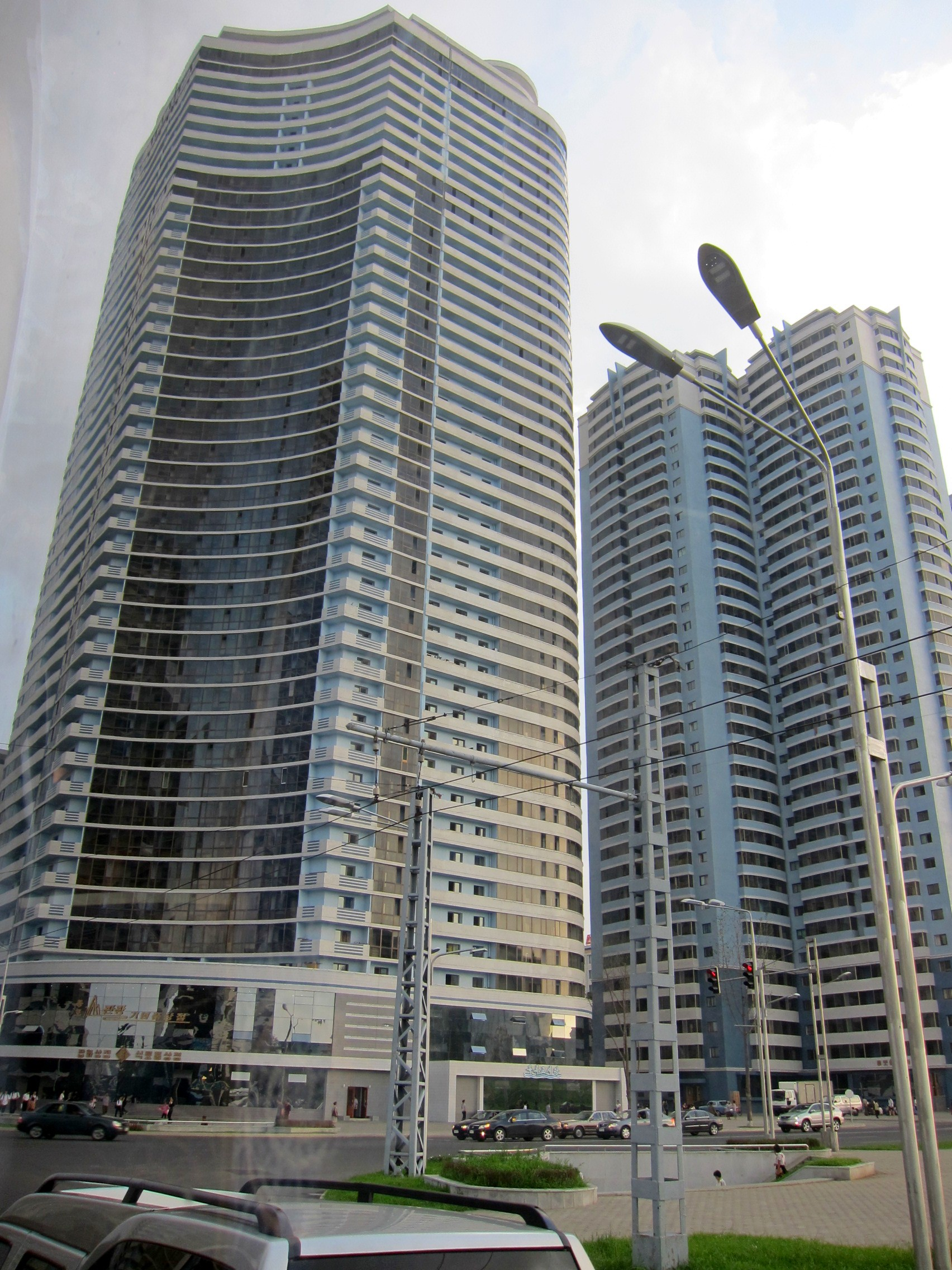
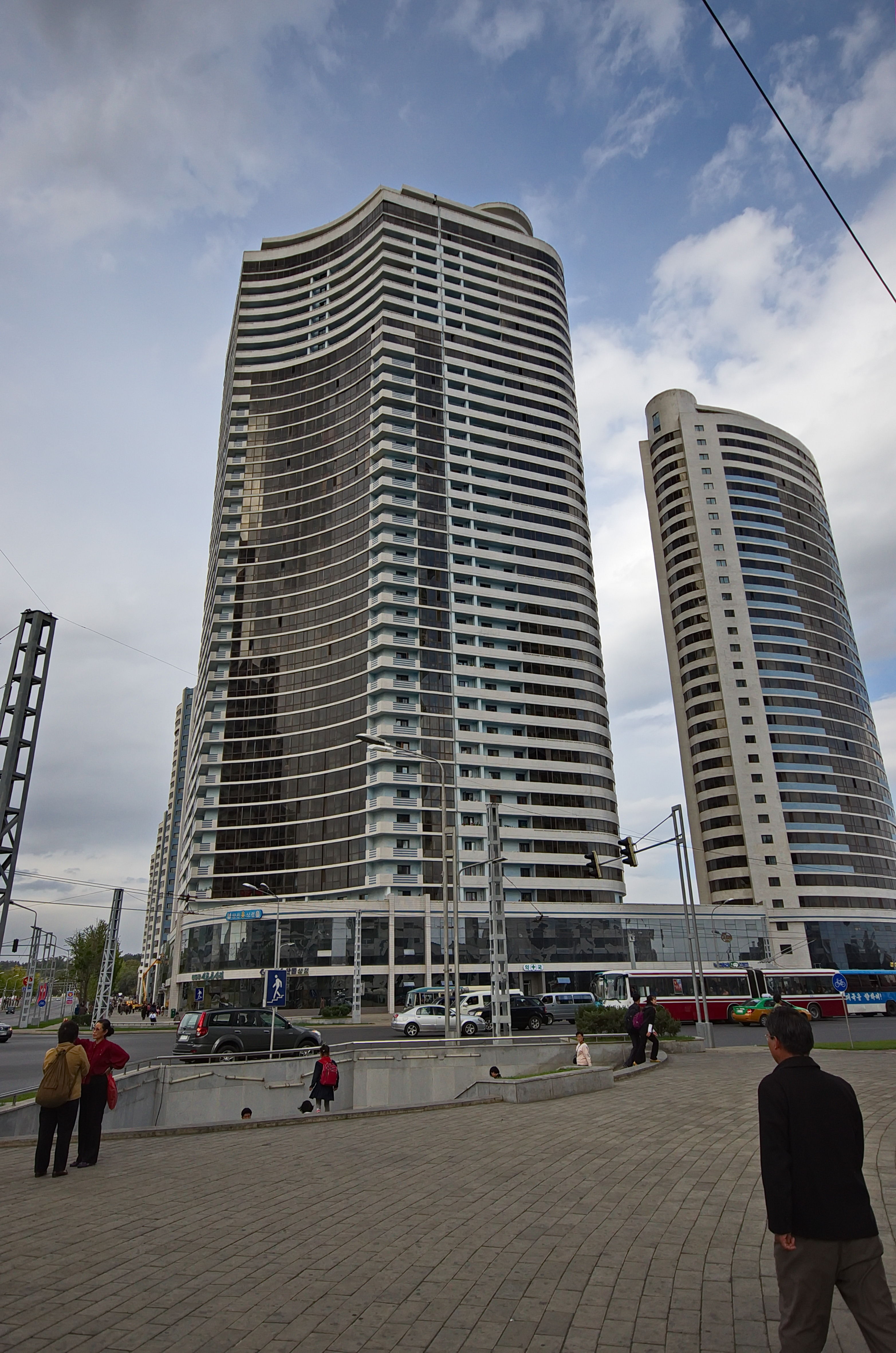
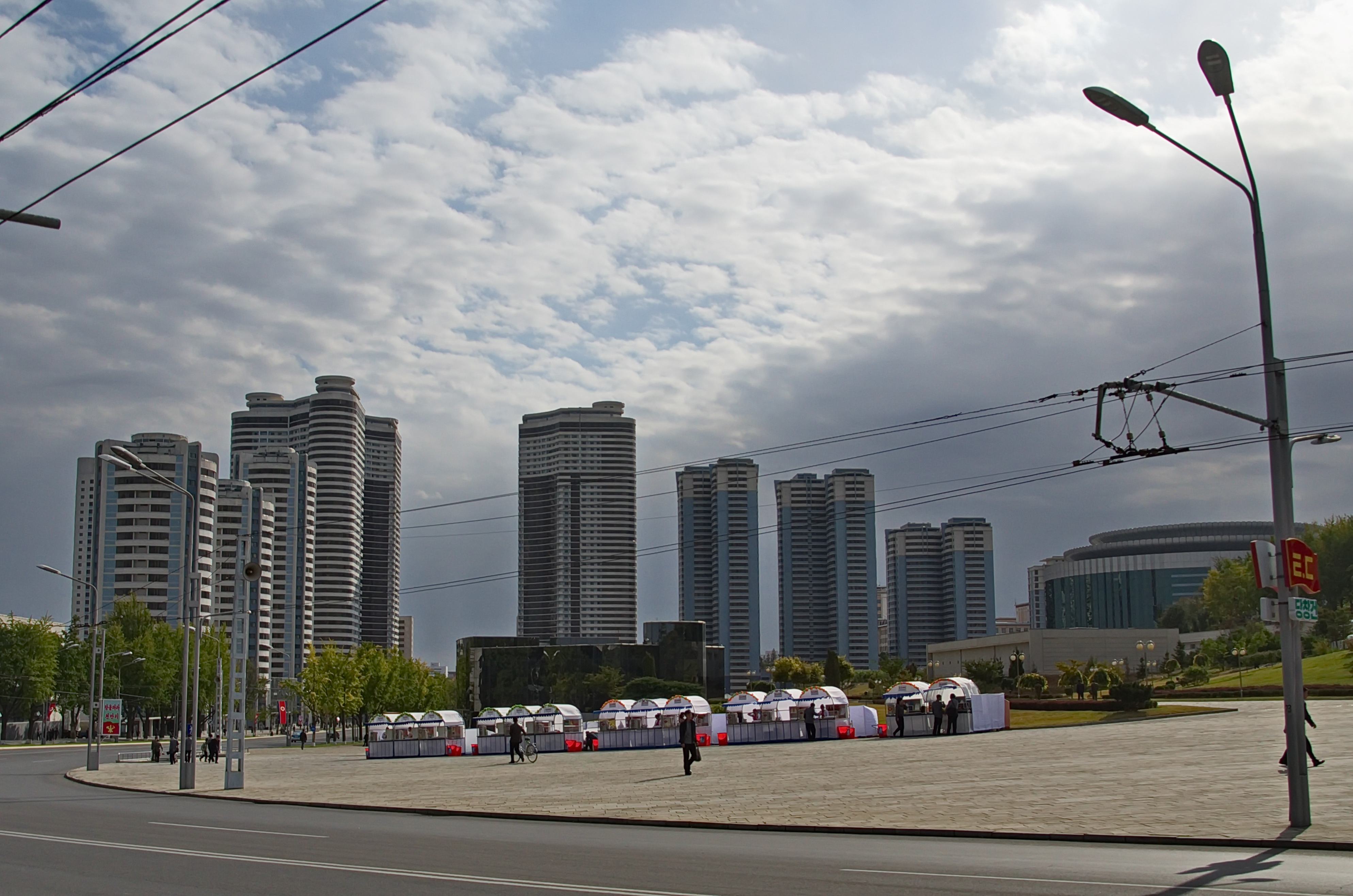
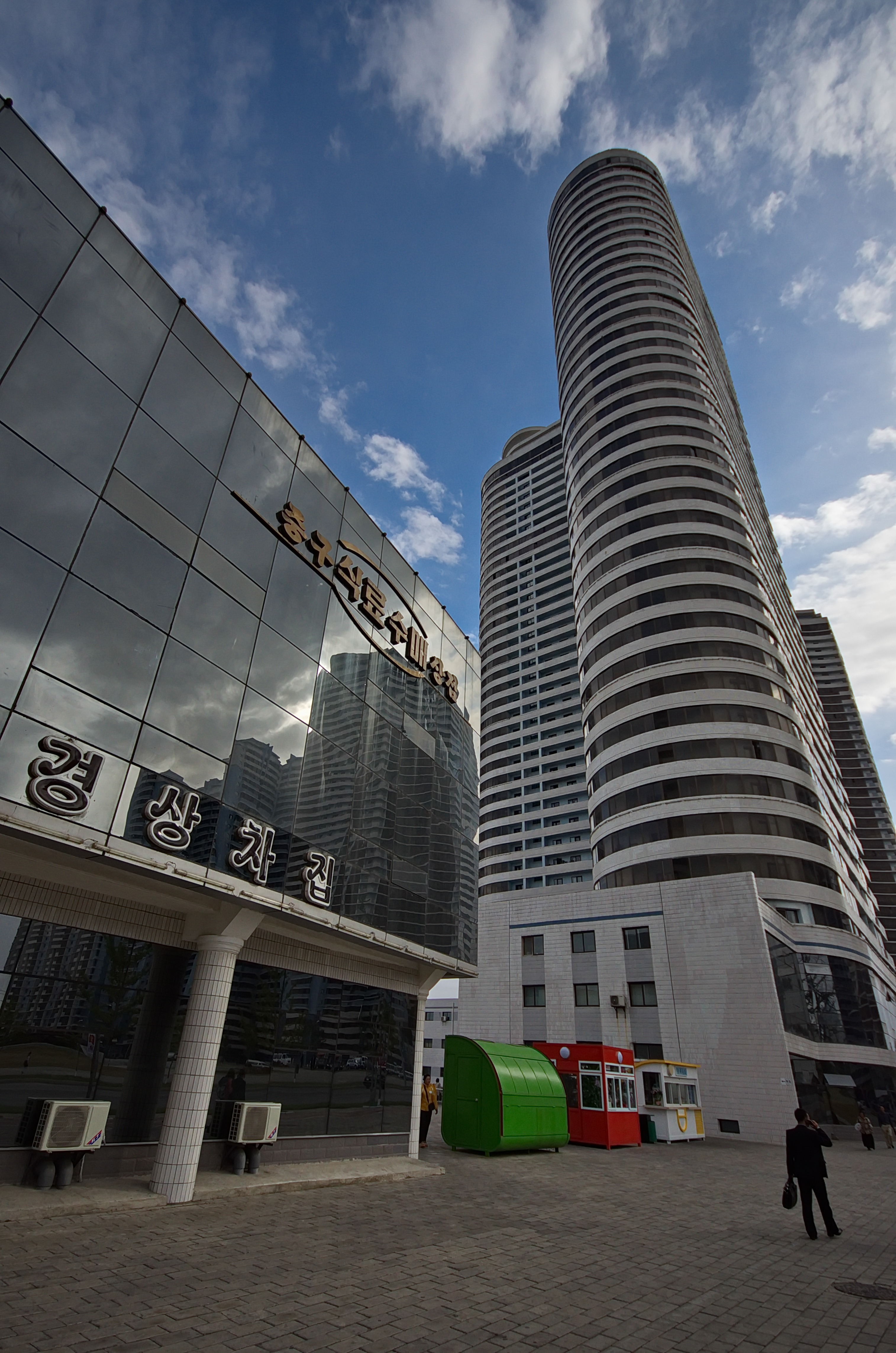
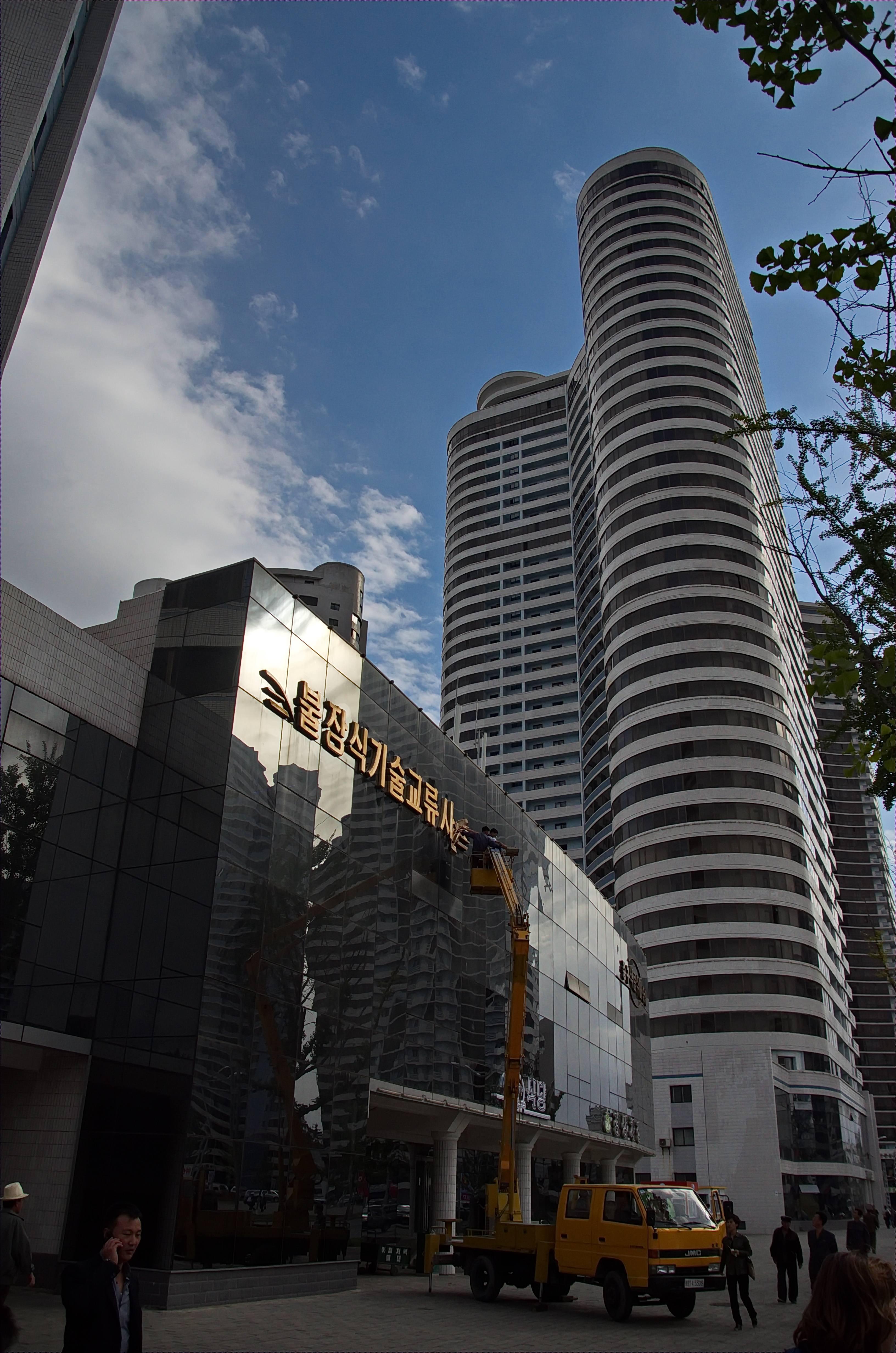
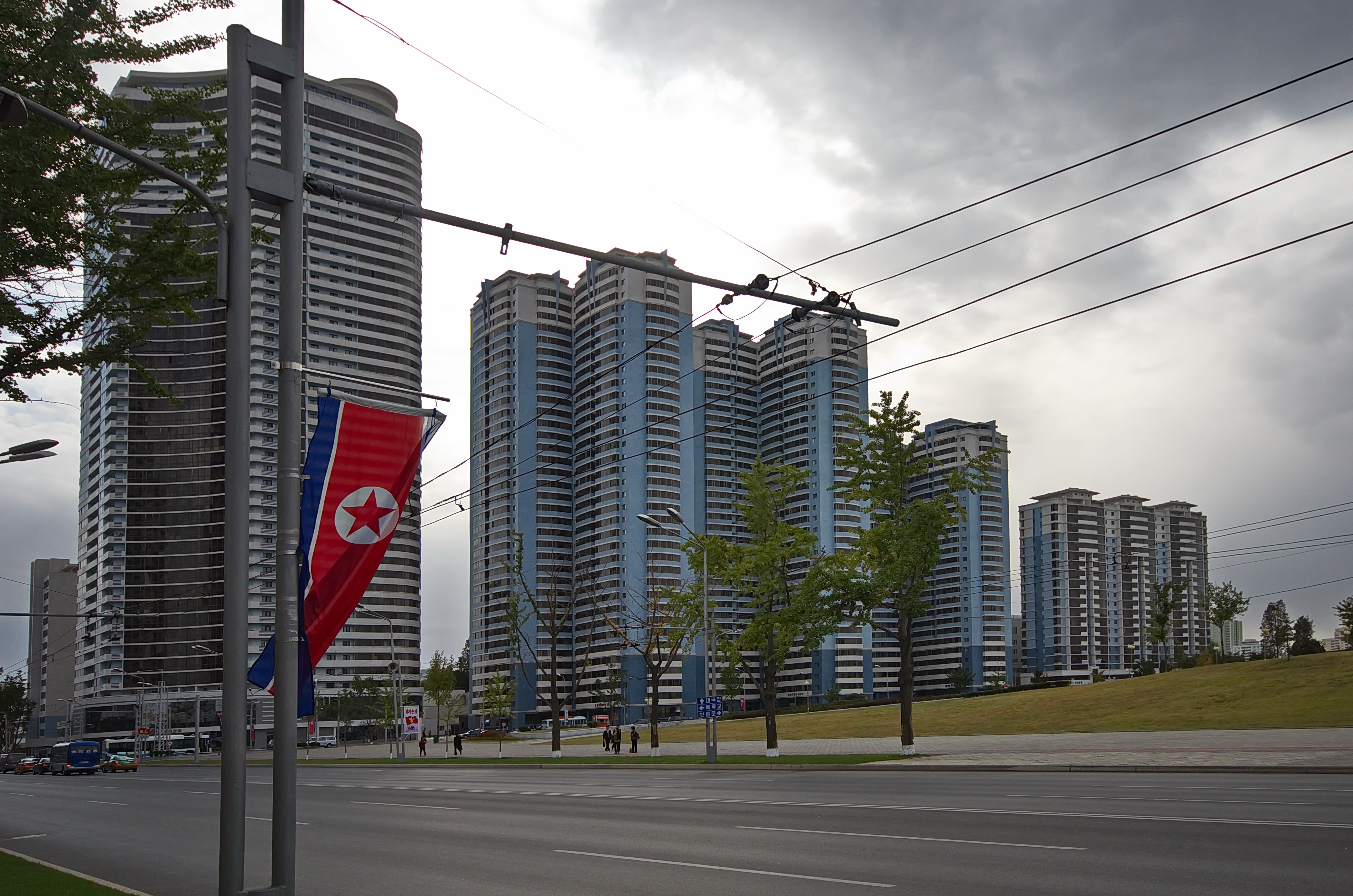
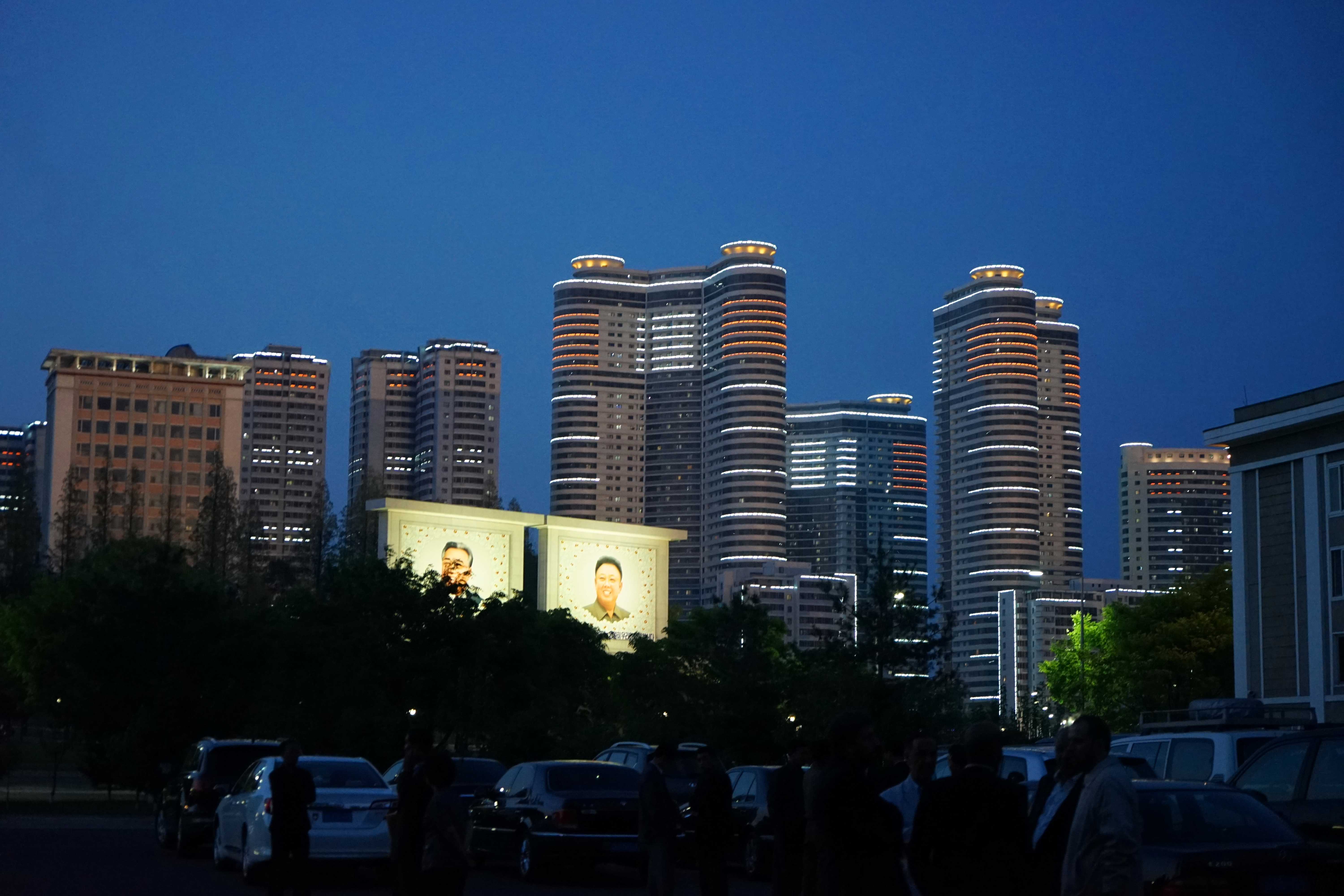
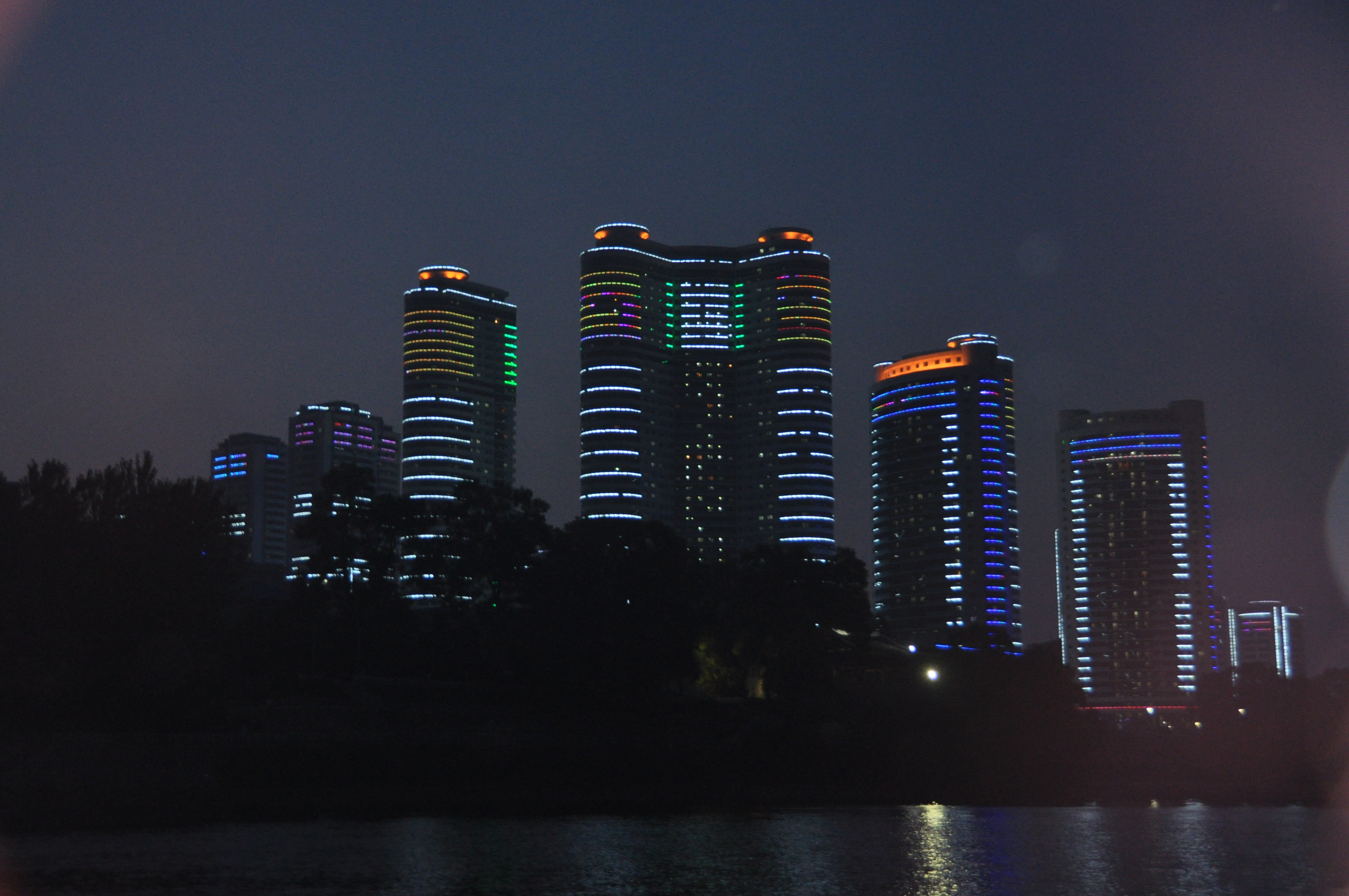
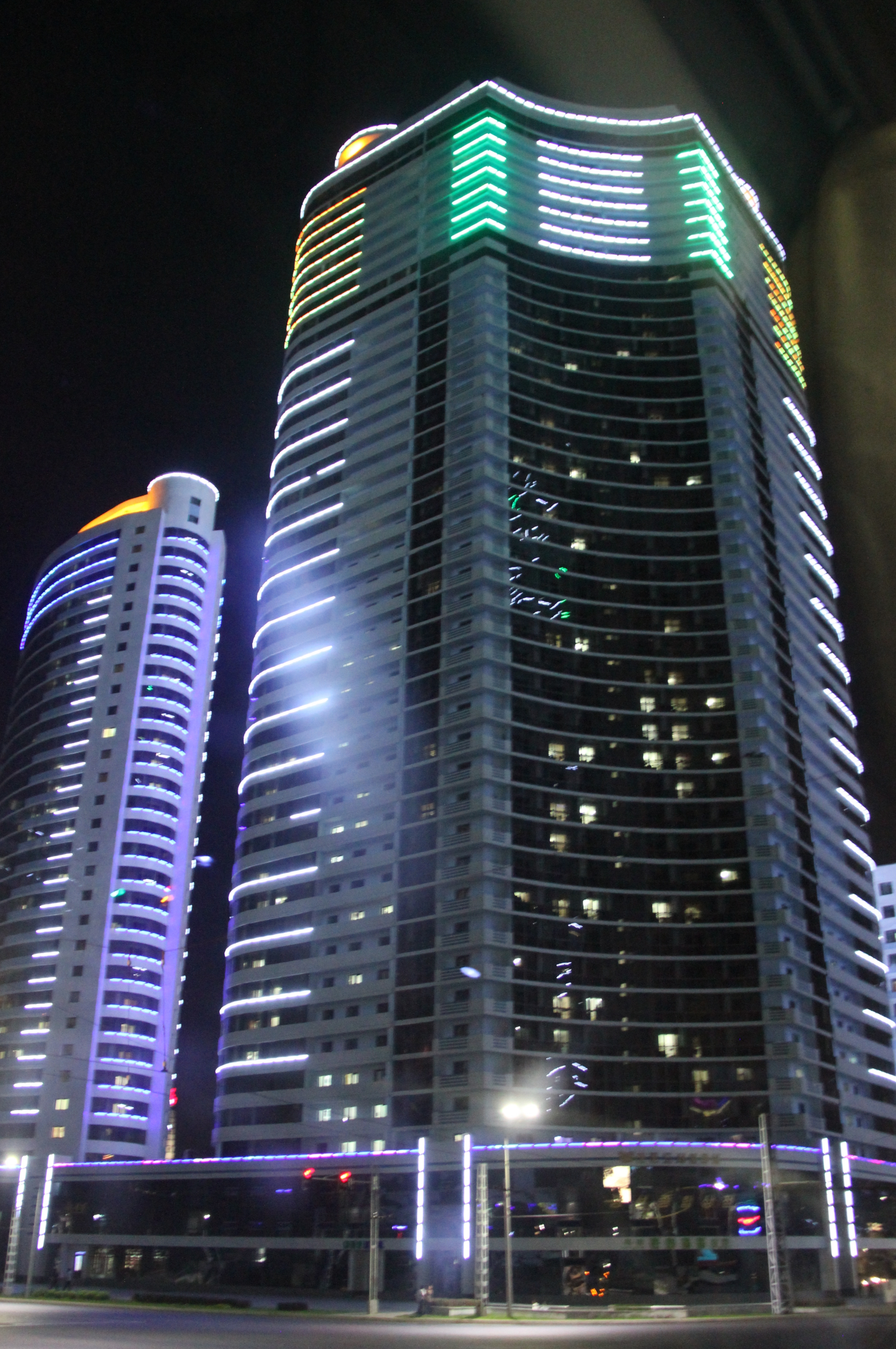
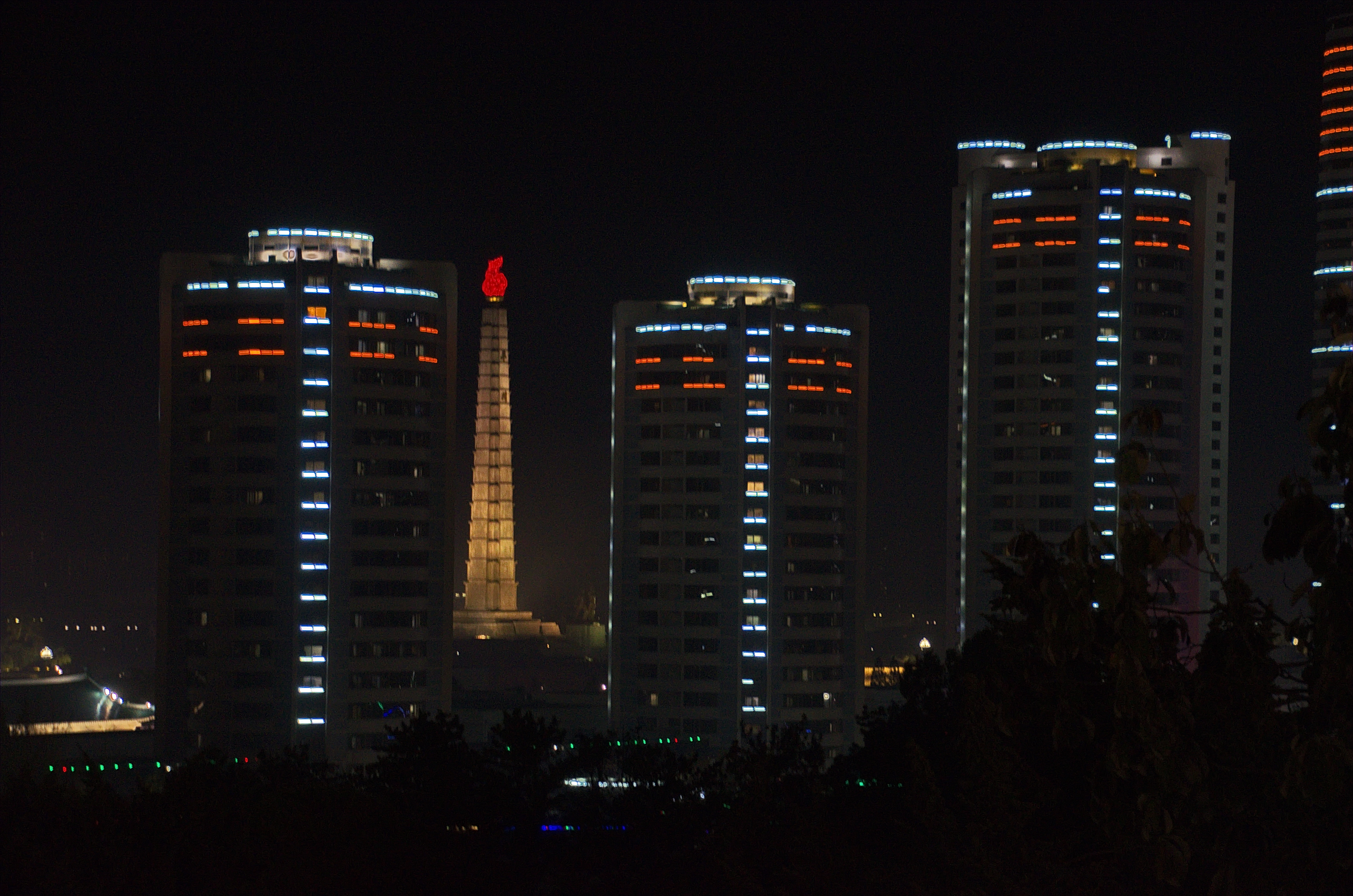
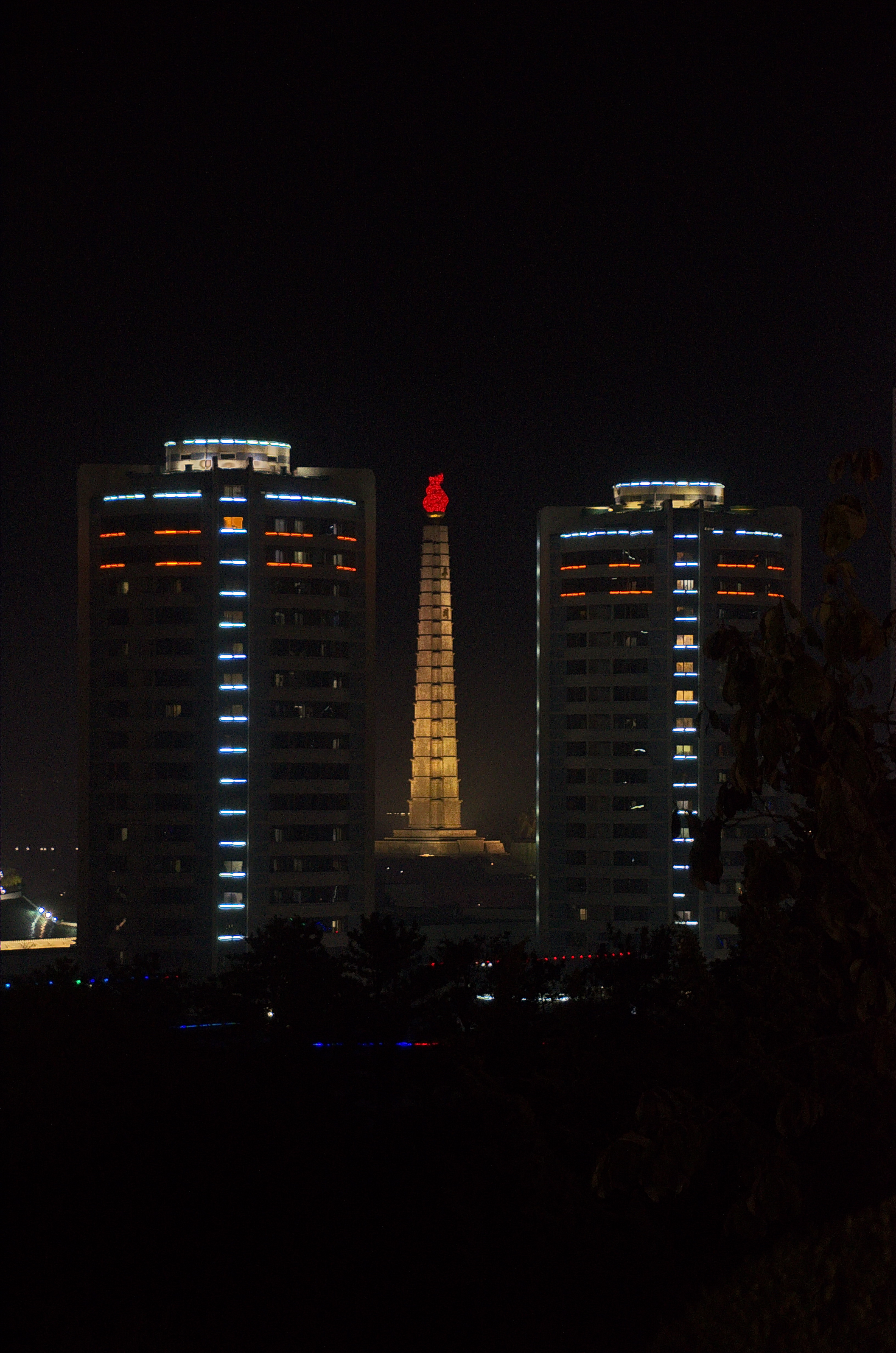
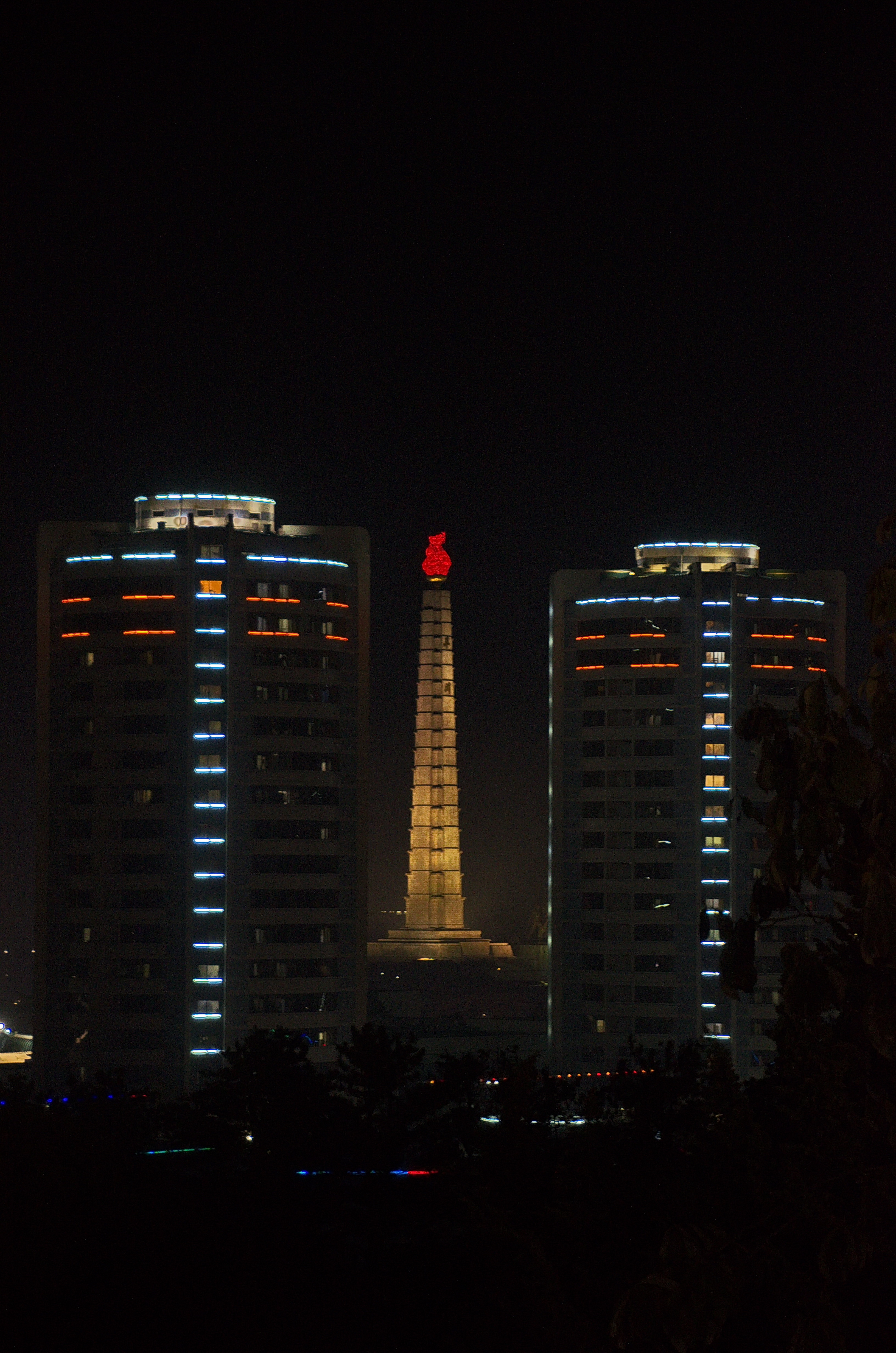
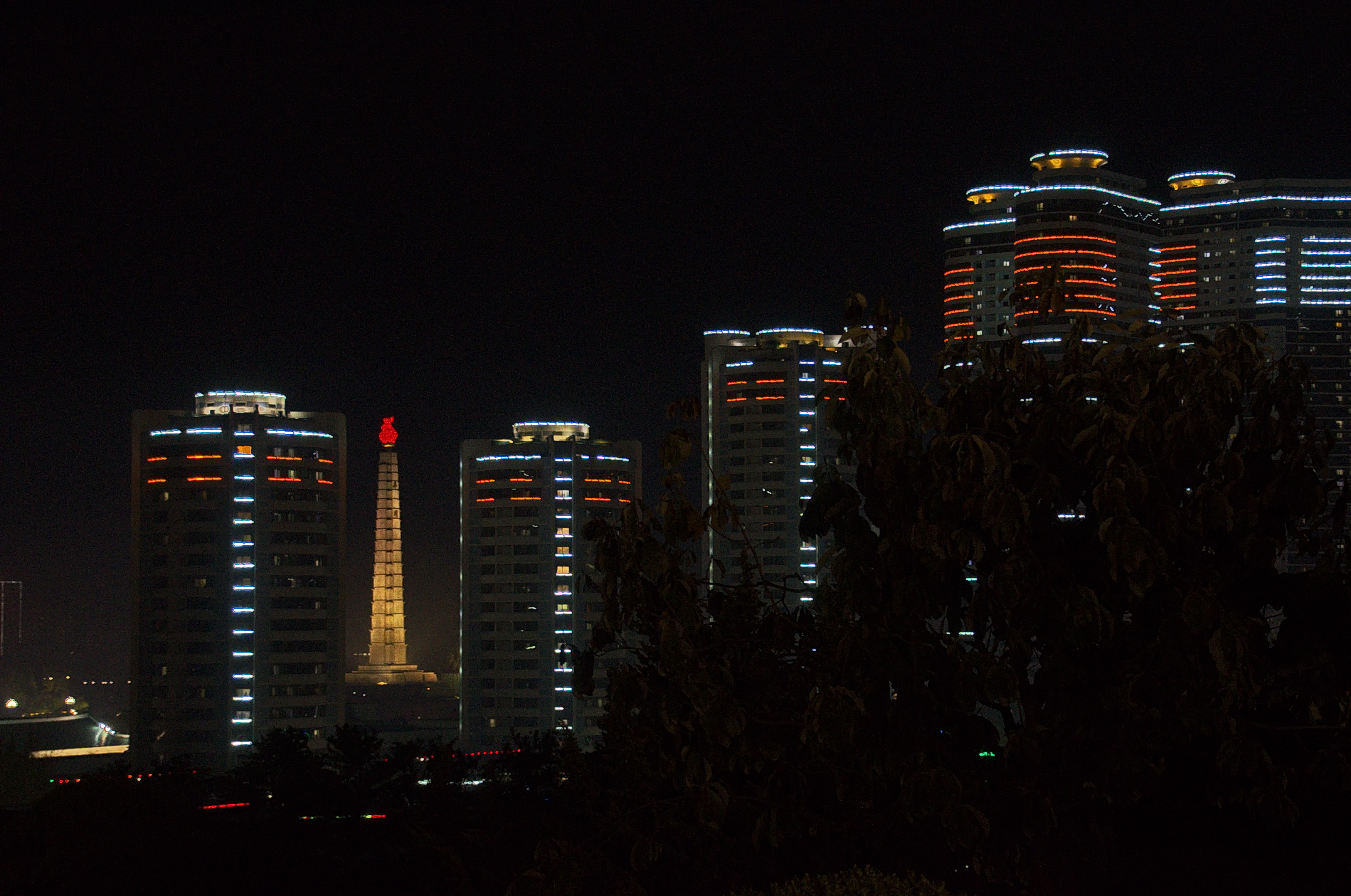

## 내부 시설

### 1동, 2동
| 층수       | 용도      |
| ---------- | --------- |
| 1층 ~ 45층 | 아파트 등 |

### 3동
| 층수       | 용도      |
| ---------- | --------- |
| 1층 ~ 40층 | 아파트 등 |

### 4동, 5동
| 층수       | 용도      |
| ---------- | --------- |
| 1층 ~ 30층 | 아파트 등 |

### 6동, 7동
| 층수       | 용도      |
| ---------- | --------- |
| 1층 ~ 32층 | 아파트 등 |

## 같이 보기
- 조선민주주의인민공화국의 마천루 목록
- 평양시의 마천루 목록